# Протесилај
Протесилај (грч. Πρωτεσίλαος) (лат. Protesilaus) је син краља Ификла из Филаке, први пали ратник у Тројанском рату.

## Митологија
Протесилај је са својим братом Подарком у Тројански рат пошао са четрдесет бродова, и највише од свих ахејских вођа је тежио да се врати у Филаке овенчан славом. Када су се приближили обалама Троаде и пристали уз обалу, Протесилај је нестрпљиво чекао да неко први ступи на тло, па да он буде други ратник који ће дотакнути тло Троаде. Знао је за пророчанство да ће онај који први дотакне тројанско тло, први и погинути. Како су сви чекали, Одисеј, итачки краљ, је одлучио да први искочи на обалу, јер је чекање могло да угрози успешно искрцавање. И Одисеј је знао за пророчанство, па је на тло, прво бацио свој штит, а затим је вешто скочио на њега.
Када је Протесилај видео Одисеја на обали, одмах је и он искочио из брода, али у тренутку када је дотакао земљу, пао је погођен тројанским копљем.
После погибије Протесилаја, његов брат Подарк је заузео његово место. 